# Otto Ender
Otto Ender, né à Altach le 24 décembre 1875 et mort à Bregenz le 25 juin 1960, est un homme d'État autrichien. Membre du Parti chrétien-social, il est gouverneur (Landeshauptmann) du Vorarlberg et chancelier fédéral d'Autriche de 1930 à 1931.